# Einsiedlerkuckuck

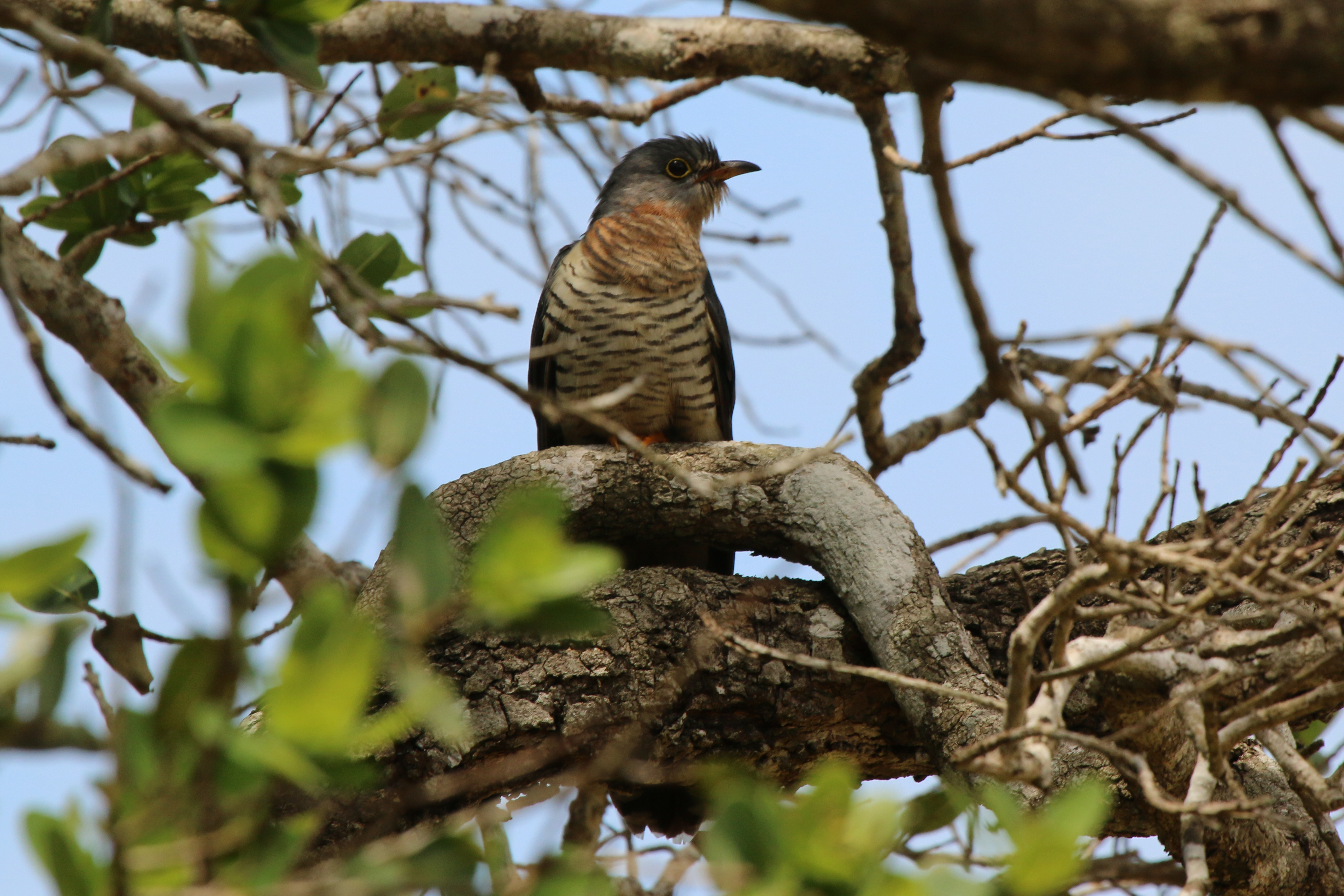
Einsiedlerkuckuck, Weibchen

Der Einsiedlerkuckuck (Cuculus solitarius) gehört zur Ordnung der Kuckucksvögel (Cuculiformes) und zur Familie der Kuckucke (Cuculidae).
Der Einsiedlerkuckuck kommt in der Afrotropis vor. Wie viele Arten der Kuckucke ist er ein obligatorischer Brutschmarotzer. Trotz seines großen Verbreitungsgebietes gilt der Einsiedlerkuckuck als monotypisch.
Die Bestandssituation des Einsiedlerkuckucks wird mit LC (=least concern – nicht gefährdet) angegeben, da er in Teilen seines Verbreitungsgebietes ein häufiger Vogel ist.

## Merkmale
Der Einsiedlerkuckuck erreicht eine Körperlänge von 31 Zentimeter. Er ist mit einer Schwanzlänge von durchschnittlich 14,8 Zentimeter ein langschwänziger Kuckuck. Der Schnabel des Kuckucks hat eine durchschnittliche Länge von 1,5 Zentimeter. Männchen wiegen zwischen 68 und 90 Gramm, die Weibchen erreichen ein Gewicht zwischen 67 und 74 Gramm.
Das Männchen ist auf der Körperoberseite dunkel schiefergrau, die Zügel und die Ohrdecken sind blass-grau. Die Innenfahnen der Handschwingen sind bis auf die Federspitzen weiß gesperbert. Die Armschwingen sind dagegen einfarbig dunkelgrau. Die Unterschwingendecken sind braun und schwarzbraun gesperbert. Die Kehle ist blassgrau. Die Brust ist zimtfarben bis rötlich braun und ist bei vielen Individuen gesperbert. Die übrige Körperunterseite ist blass bräunlich bis cremeweiß mit einer dichten schwarzbraunen Sperberung. Die Steuerfedern sind dunkel schiefergrau mit einer weißen Fleckung entlang der Federschäfte.
Die Weibchen unterscheiden sich von den Männchen durch eine weniger bräunliche Brust und durch eine dichtere Sperberung. Einzelne Individuen sind vollständig gesperbert.
Jungvögel sind auf der Körperoberseite schwärzlich, sie haben einen weißen Hinterkopf. Die Schwingen sind schieferschwarz mit einer dünnen zimtfarbenen Sperberung auf den Innenfahnen der Handschwingen. Die großen Flügeldecken sind an den äußeren Fahnen weiß gepunktet. Von der Kehle bis zur Vorderbrust ist das Gefieder schwarz mit einer weißen Fleckung. Bei einigen Individuen findet sich auch eine leichte Sperberung. Ansonsten ist die Körperunterseite bis zu den Unterschwanzdecken schwarz und cremeweiß gesperbert. Der Schwanz ist schwarz mit weißer Spitze und weißen Tupfen.
Die Iris ist bei adulten Vögeln braun bis dunkelbraun. Jungvögel haben eine schwarze Iris. Der Augenlid ist olivgrün mit einem gelben Orbitalring.

## Verbreitungsgebiet
Der Einsiedlerkuckuck ist ein Brutvogel der Afrotropis, der als innerafrikanischer Zugvogel fast  in ganz Subsahara-Afrika vorkommt. Er fehlt lediglich in den ariden Regionen im Südwesten Afrikas und am Horn von Afrika. Im Osten Afrikas sind die Zugbewegungen des Einsiedlerkuckucks von der Regenzeit bestimmt. In Äthiopien ist der Einsiedlerkuckuck ganzjährig anzutreffen, aber eine Zunahme der Bestandszahlen zu Beginn des Mais weist auf ziehende Vögel dieser Art hin. Ein Standvogel ist er auch in den Regionen des tropischen Regenwalds in Westafrika. In den nördlicheren Savannen ist er vom Ende der Trockenzeit bis zum Ende der Regenzeit anzutreffen.
Im Osten Afrikas ist der Einsiedlerkuckuck nur ein saisonaler Vogel. An der Küste Tansanias und Kenias hält er sich im Zeitraum von Oktober bis April auf, im Landesinneren und im Südosten Tansanias dagegen im Zeitraum Oktober bis März. Im Süden von Uganda ist er dagegen von November bis März anwesend.

## Lebensraum
Der Einsiedlerkuckuck lebt in der dicht mit Bäumen bestandenen feuchten Savanne, in Galeriewäldern sowie in Wäldern und Dickichten entlang von Flussläufen. Er besiedelt außerdem immergrüne tropische Wälder, semiaride Akazienwälder und kommt auch in Gärten vor. Grundsätzlich meidet er extrem trockene Gebiete. Typisch für die vom Einsiedlerkuckuck besiedelte Regionen ist eine jährliche Niederschlagsmenge von mehr als 500 Millimetern.
Seine Höhenverbreitung reicht bis zu 3000 Höhenmetern. Im Osten Afrikas ist er gewöhnlich zwischen 1000 und 3000 Höhenmetern anzutreffen, kommt aber in den Küstenregionen auch auf Meereshöhe vor.

## Nahrung
Wie viele andere Kuckucksarten frisst der Einsiedlerkuckuck bevorzugt stark behaarte Raupen. Diese werden von anderen Vogelarten in der Regel gemieden. Er frisst außerdem Käfer, fliegende Ameisen, Heuschrecken, Spinnen,
Hundertfüßer, Ohrwürmer, Schnecken, kleine Frösche, Eidechsen und auch Beeren.
Die Arten, die der Einsiedlerkuckuck als Wirtsvogel nutzt, füttern die Nestlinge in ihren Nestern ebenfalls mit einer großen Bandbreite verschiedener Insekten, Spinnen, Schnecken, Hundertfüßlern, Ohrwürmern, Fröschen, Eidechsen und Beeren. Der  Kaprötel, der in Südafrika ein häufiger Wirtsvogel des Einsiedlerkuckucks ist, füttert die Nestlinge auch mit stark behaarten Raupen, die normalerweise kein Bestandteil seiner Nahrung sind.

## Brutparasitismus

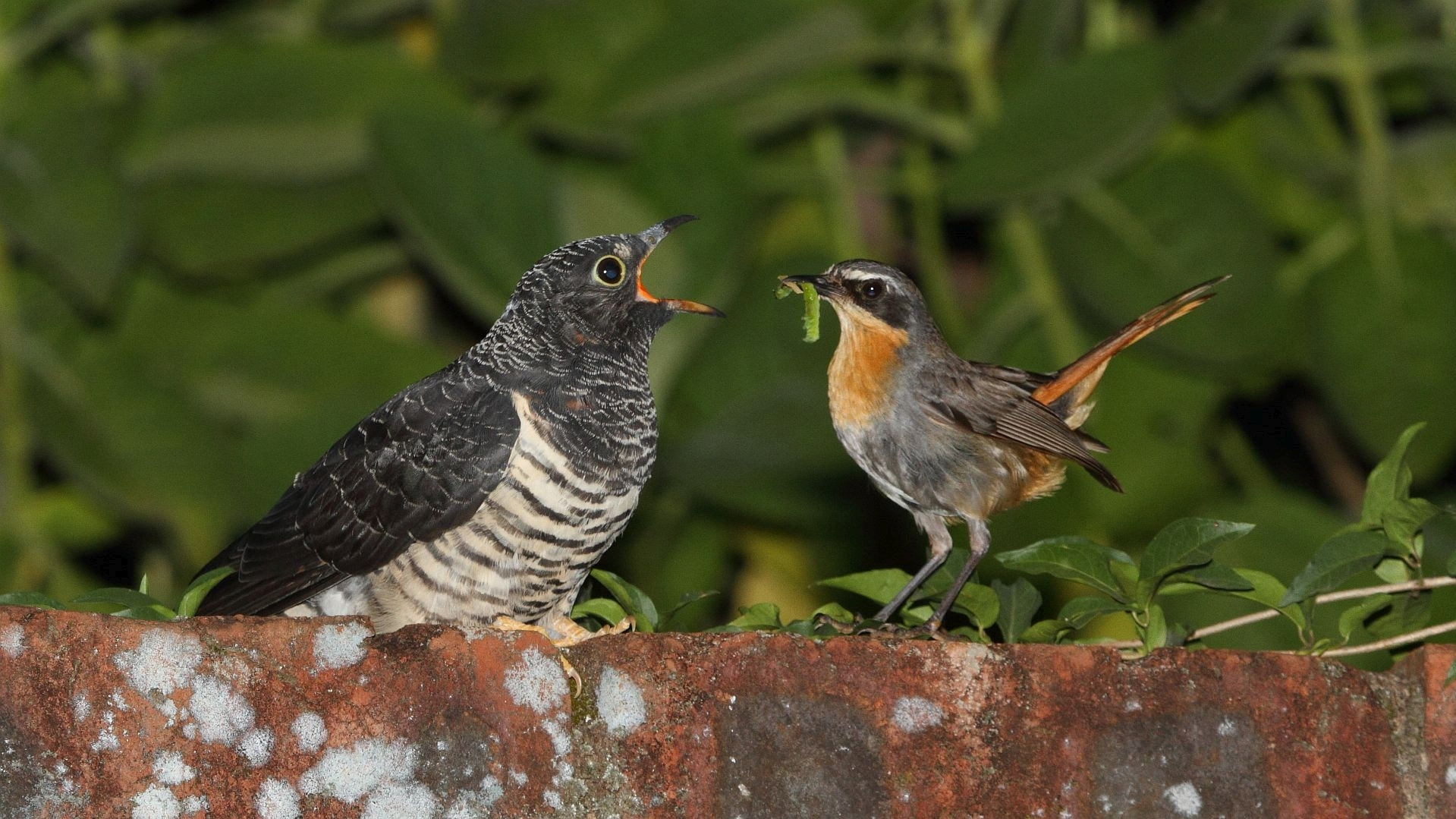
Jungvogel des Einsiedlerkuckucks wird von einem Kaprötel gefüttert.

Der Einsiedlerkuckuck ist ein obligatorischer Brutschmarotzer. In seinem großen Verbreitungsgebiet nutzt er eine Reihe unterschiedlicher Wirtsvogelarten. Belegt ist eine Parasitierung unter anderem bei der Kapdrossel, Rotbauchschmätzer, Kapsperling, Langschwanzstelze, Kaprötel und Kapstelze.
Die Farbe der Eier ist sehr variabel: Erhitzøe geht von zwei bis acht unterschiedlichen weiblichen wirtsspezifischen Linien aus, bei denen die Kuckuckseier an die des jeweiligen Wirtes angepasst sind und die durch eine starke Bevorzugung bestimmter Wirtsvogelarten durch die weiblichen Einsiedlerkuckucke aufrechterhalten wird. Ähnliches ist bei dem auch in Mitteleuropa vorkommenden Kuckuck gut untersucht. Diese sogenannte Eiermimikry ist bei vielen brutschmarotzenden Kuckucken zu finden. Sie ist eine der Strategien, die sicherstellen soll, dass die Wirtsvogelart das fremde Ei im Gelege nicht entfernt oder anpickt.
Die häufigste Farbe der Eier beim Einsiedlerkuckuck ist ein einförmiges Braun oder Olivfarben, es sind aber auch blassgrüne, olivgrüne oder blassblau beziehungsweise rotbraun gesprenkelte Eier bekannt. Die Nestlinge des Einsiedlerkuckucks schlüpfen nach einer Brutzeit von 11 bis 16 Tagen. Sie werfen innerhalb ihrer ersten zwei Lebenstage die Eier und die Nestlinge ihrer Wirtsvogeleltern aus dem Nest. Sie werden mit 17 bis 22 Lebenstagen flügge, sind aber für weitere 20 bis 25 Tage davon abhängig, von den Wirtsvogeleltern gefüttert zu werden.

## Einsiedlerkuckuck und Mensch
Der Einsiedlerkuckuck hat einen lauten, flötenden Gesang bestehend aus drei gleichlangen Tönen. Ähnlich wie bei dem in Mitteleuropa verbreiteten Kuckuck der Ruf mit dem Frühling assoziiert ist, ist  der Einsiedlerkuckuck in Afrika ein Verkünder des einsetzenden Regens und damit den Beginn der Feldbestellung.